# Polydora posthamata
Polydora posthamata är en ringmaskart som beskrevs av Jones 1962. Polydora posthamata ingår i släktet Polydora och familjen Spionidae. Arten har ej påträffats i Sverige. Inga underarter finns listade i Catalogue of Life.